# Huaraches
 (février 2017).

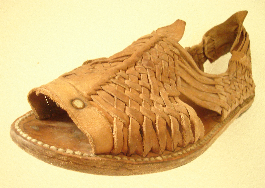
Une huarache de marche.

Les huaraches sont des chaussures d'extérieur d'origine mexicaine. Ce type de sandale date de l'époque précolombienne. On connaît deux types de huaraches : la version traditionnelle de marche et la version course. Cette dernière diffère légèrement en termes de conception et matériaux pour s'adapter à un effort physique.

## Forme et conception

### Huaraches de marche

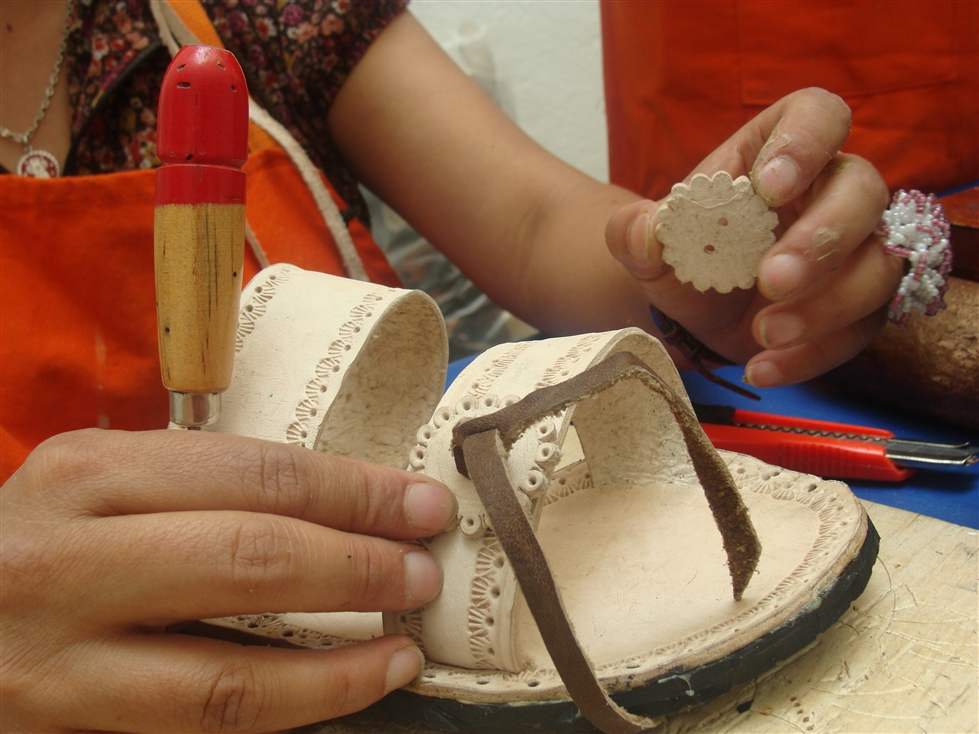
Fabrication d'une huarache au Museum de Arte Popular, Mexico

Dans les sandales traditionnelles de marche, les lanières sont tissées dans une forme complexe. À l'origine, les huaraches étaient en cuir, puis au fil du temps de nouveaux matériaux ont été employés.

### Huaraches de course
Dans les variantes utilisées pour la course, les lanières sont beaucoup plus simples et moins décorées.[réf. nécessaire]
D'abord en cuir, les semelles ont aussi été fabriquées à l'aide de pneus usés. Depuis, le caoutchouc remplace la semelle des chaussures, comme dans les Vibram Cherry. Plus récemment, les fabricants ont créé des bandes de caoutchouc prédécoupées pour la fabrication des huaraches. En plus, quelques fabricants ont fait des semelles avec une forme faite pour épouser les contours du pied du coureur.
Les semelles sont tenues au pied par des lanières passant au-dessus du cou-de-pied et autour de la cheville. Les lacets des huaraches sont aussi en synthétique, en chanvre ou en cuir. Les lacets en synthétique sont souvent faits en polyester ou en nylon. Généralement, les lacets sont fins, ils sont similaires au paracorde.

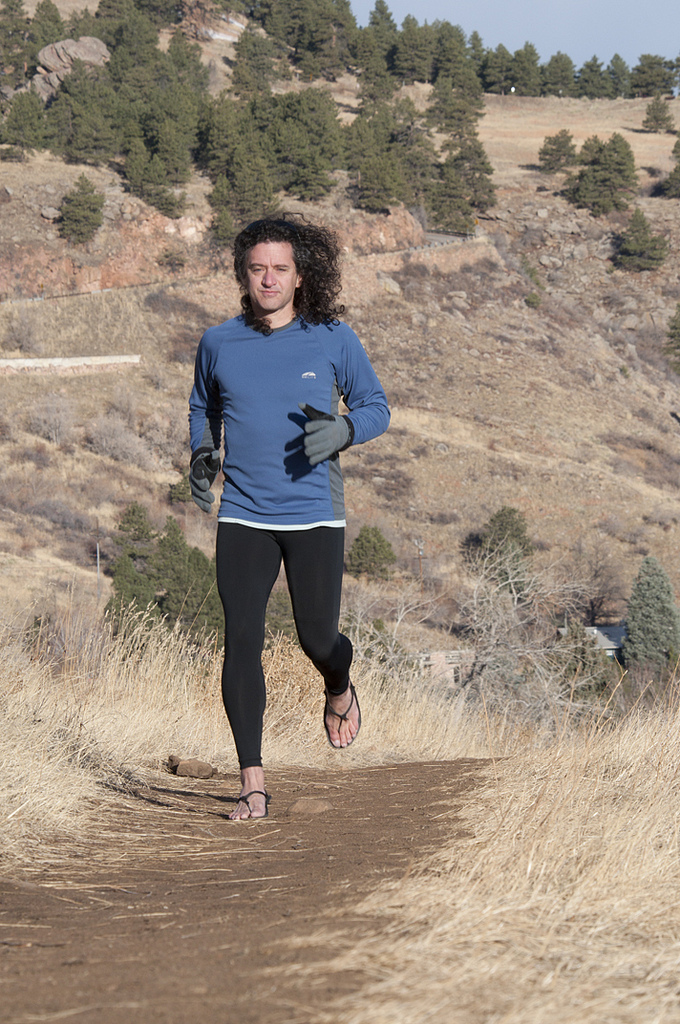
Un homme qui court, portant des huaraches
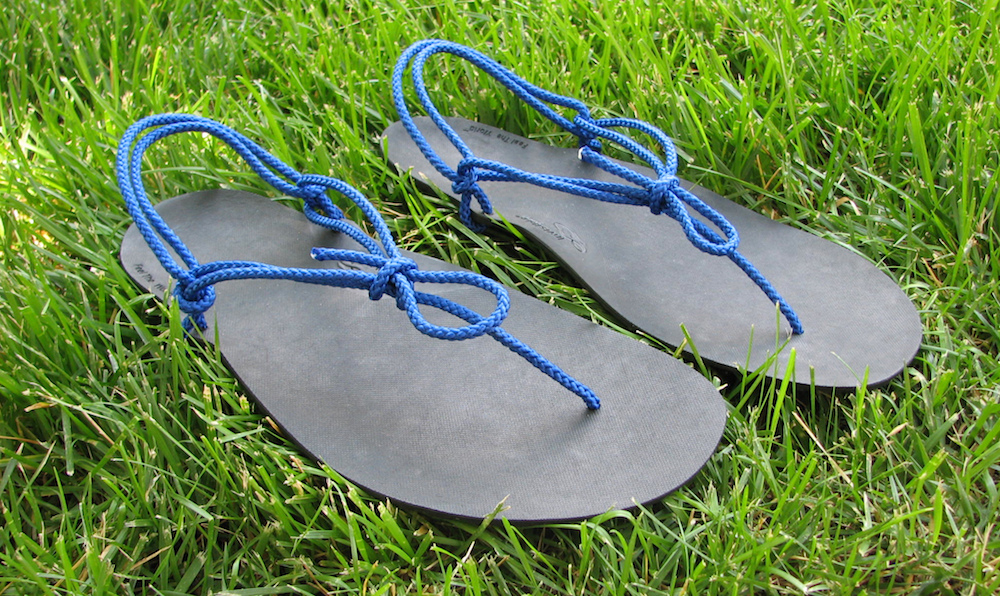
Paire d'huaraches de course

Ces sandales font partie des préférées des coureurs minimalistes pour plusieurs raisons. Elles obligent le pied et le coureur à courir avec une allure et une foulée naturelle. Elles protègent aussi le pied des bouts de verre, des gravillons et d'autres débris.
Christopher McDougall, dans son livre Born to Run, décrit la tribu amérindienne des Tarahumaras dans le Copper Canyon apprenant à un coureur amateur comment faire des huaraches.